# Bosnek
Bosnek (en bulgare : Боснек) est un village bulgare situé dans la municipalité de Pernik, dans l'ouest du pays. En 2020, il a une population de 83 habitants.
Le village est bordé de montagnes et de forêts. On peut y camper.